# Bonaventura Porta

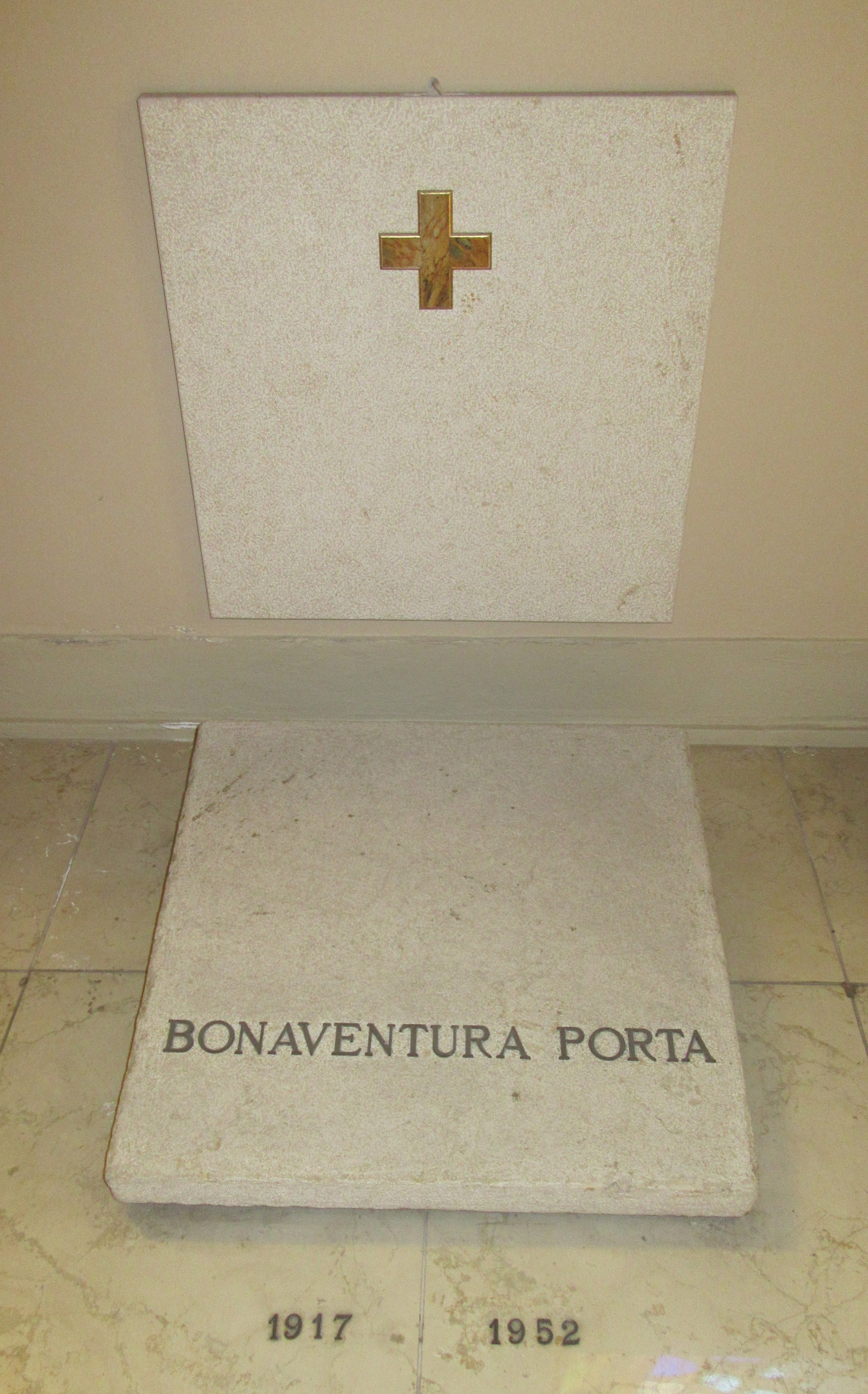
Graf in de kathedraal van Pesaro

Bonaventura Porta (Castelmassa, 21 oktober 1866 – Pesaro, 15 december 1953) was bisschop van Pesaro (1917-1952) en titulair bisschop van Ancusa (1952-1953).

## Levensloop
Porta werd geboren en groeide op in Massa Superiore, een wijk van de gemeente Castelmassa in de Italiaanse regio Veneto. In 1890 werd hij tot priester gewijd en in 1917 tot bisschop van Pesaro, in de regio Marche. Hij zette zich in om heliotherapie voor tuberculeuze kinderen te organiseren in zijn bisdom. In 1923 startte hij hiervoor met collectes en in 1926 werd het tuberculosecentrum gebouwd in Pesaro. In 1927 opende het centrum zijn deuren.
Van 1931 tot 1932 was Porta apostolisch administrator van het aartsbisdom Urbino, tot welke kerkprovincie zijn bisdom Pesaro behoorde. Porta bleef het aartsbisdom Urbino besturen tot Antonio Tani de aartsbisschoppelijke troon innam.
Hij nam ontslag in 1952 als bisschop van Pesaro, waarna hij titulair bisschop werd. Hij droeg de titel van bisschop van Ancusa in huidig Tunesië. Deze bisschopstitel gaat terug tot de tijd van de Romeinse provincie Byzacena, provincie van het Romeinse Rijk in Noord-Afrika. Hij stierf een jaar later, in 1953. Zijn lichaam werd begraven in de kathedraal van Pesaro.